# Степной лунь

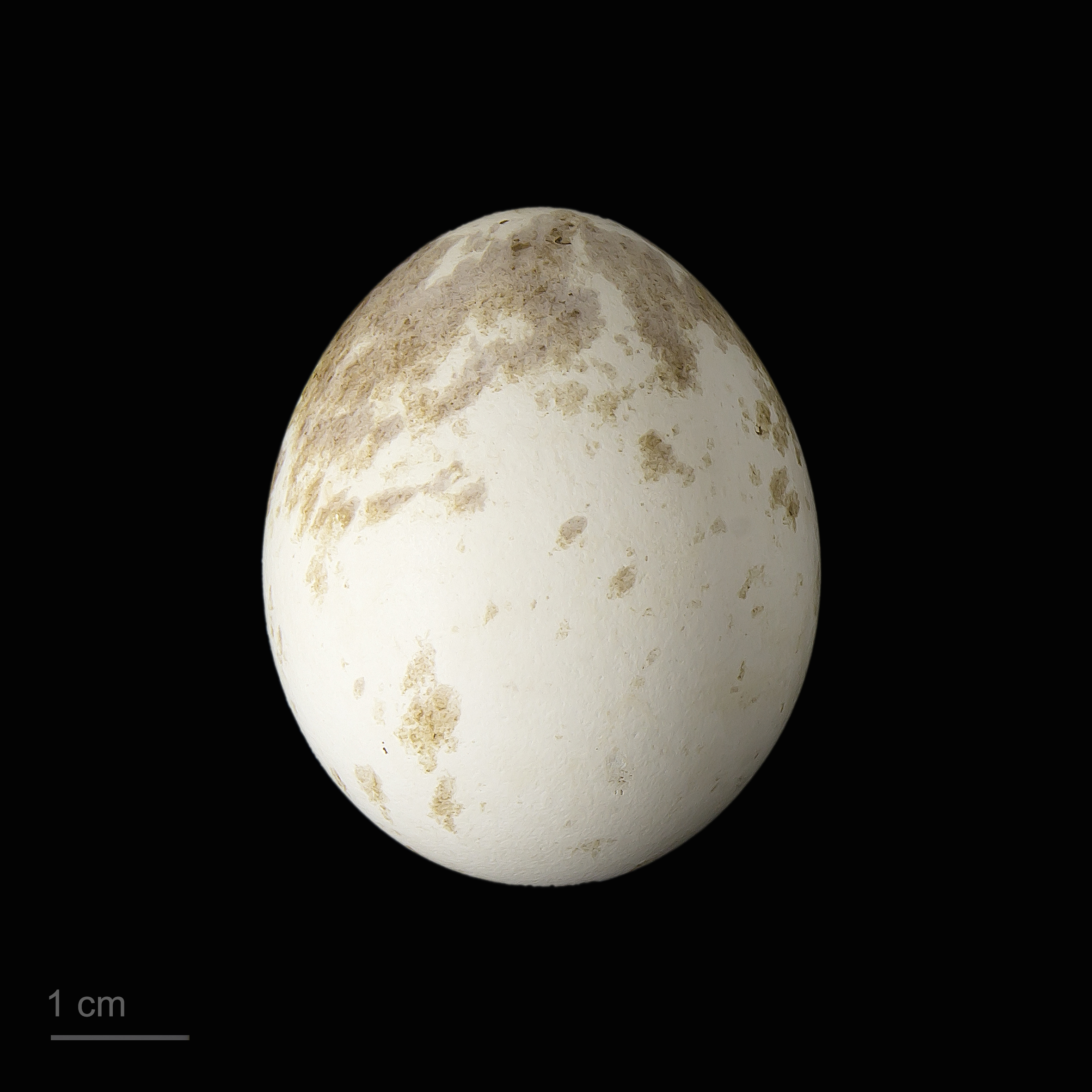
Яйцо Circus macrourus, Тулузский музеум

Степной лунь (лат. Circus macrourus) — вид перелётных птиц семейства луневых.

## Описание

### Внешний вид
У взрослых самцов светло-сизая спина с затемнёнными плечами; брови и щёки белые. Нижняя часть тела светло-серая, почти белая. На «пальцах» — главных перьях первостепенных маховых — чёрно-коричневое пятно; второстепенные маховые — пепельно-серые, с белой каймой на концах. Первостепенные цветом идентичны второстепенным, с серыми концами по внутренней стороне. Все перья с внутренней стороны белые. Надхвостье светлое, окаймлённое пепельно-серым; перья хвоста, за исключением двух средних, равномерно окрашенных в серый цвет, окаймлены серым и белым; кончики и нижняя часть хвостовых перьев — белые. Клюв чёрный, радужина и ноги жёлтые.
У взрослых самок коричневый верх с пёстрой головой и зашейком; верхняя часть крыла и малые кроющие перья окаймлены, с рыжими кончиками. Лоб, брови и пятна под глазами белого цвета. Щёки тёмно-коричневые, с лёгким бурым отливом. «Пальцы» дымчато-коричневые; первостепенные маховые перья припорошены сверху пепельно-серым и, так же как и второстепенные маховые, темнеют к концам, заканчиваются охристо-белыми штрихами. Надхвостье белое, с тёмно-коричневой каймой или пятнами. На хвосте два центральных пера — пепельно-коричневые, с шестью горизонтальными чёрно-бурыми полосами; на остальных перьях хвоста четыре полосы, бледно-рыжие с обратной стороны хвоста. Подхвостье красноватое либо рыжее. Нижние кроющие крыла бежевые, с коричневыми пятнами и прожилками. Восковица зеленовато-жёлтая. Ноги жёлтые; радужина коричневая.
Сравнительная таблица размеров самок и самцов:
| Пол   | Общая длина, см | Клюв, см | Крыло, см | Хвост, см | Плюсна, см |
| ----- | --------------- | -------- | --------- | --------- | ---------- |
| Самцы | 44—46           | 3        | 34—35     | 22—24     | 7          |
| Самки | 45—51           |          | 35—37     | 25—26     | 7—8        |

### Голос
Во время токования самец издаёт короткие вибрирующие трели «тюр-р-р». Обеспокоенный самец или самка издают короткие верещащие трели.

## Распространение

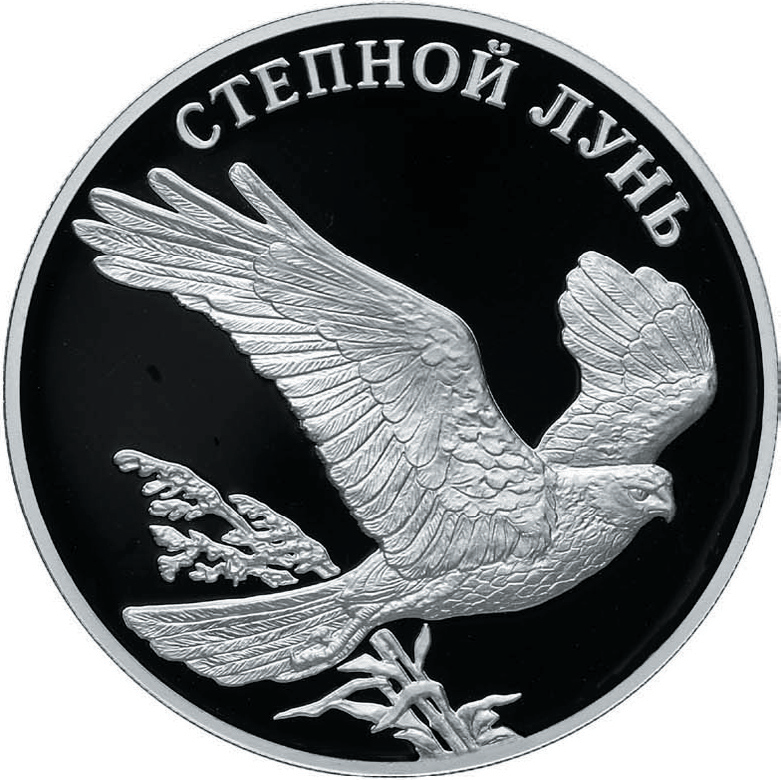
Степной лунь. Монета Банка России — Серия: «Красная книга», серебро, 1 рубль, 2007 год

Встречается в южной части Восточной Европы и Центральной Азии. Зиму проводит, главным образом, в Индии и Юго-Восточной Азии. Очень редко встречается в Британии и в Западной Европе.

## Экология
Эта хищная птица водится на открытых равнинах, болотах и пустошах.
Охотится на маленьких животных, таких, например, как ящерицы, грызуны и птицы. В поисках пищи птица парит низко над лугами и верещатниками.

## Гнездование
Гнездо птица располагает на земле. В кладке бывает 4—6 белых яиц. Кладка происходит в последних числах апреля или в начале мая. Срок насиживания около месяца. Птенцы вылупляются в конце июня - начале июля, и находятся рядом с самкой до августа.